# Channel 5 (Singapour)
MediaCorp TV Channel 5 est une chaîne de télévision en langue anglaise basée à Singapour qui appartient à MediaCorp.